# Kroatischer Meister (Eishockey)
Der nationale Eishockeymeister wird in Kroatien seit der Unabhängigkeit von Jugoslawien im Jahr 1991 ausgespielt. Kroatischer Meister wurden bis 2021 nur drei Mannschaften aus der Hauptstadt Zagreb: Der KHL Zagreb, der KHL Mladost Zagreb und KHL Medveščak Zagreb. 2022 wurde mit dem KHL Sisak erstmals ein Klub aus einer anderen Stadt Meister.

## Kroatischer Meister
| Jahr      | Meister                 |
| --------- | ----------------------- |
| 1991/92   | KHL Zagreb              |
| 1992/93   | KHL Zagreb              |
| 1993/94   | KHL Zagreb              |
| 1994/95   | KHL Medveščak Zagreb    |
| 1995/96   | KHL Zagreb              |
| 1996/97   | KHL Medveščak Zagreb    |
| 1997/98   | KHL Medveščak Zagreb    |
| 1998/99   | KHL Medveščak Zagreb    |
| 1999/2000 | KHL Medveščak Zagreb    |
| 2000/01   | KHL Medveščak Zagreb    |
| 2001/02   | KHL Medveščak Zagreb    |
| 2002/03   | KHL Medveščak Zagreb    |
| 2003/04   | KHL Medveščak Zagreb    |
| 2004/05   | KHL Medveščak Zagreb    |
| 2005/06   | KHL Medveščak Zagreb    |
| 2006/07   | KHL Medveščak Zagreb    |
| 2007/08   | KHL Mladost Zagreb      |
| 2008/09   | KHL Medveščak Zagreb    |
| 2009/10   | KHL Medveščak Zagreb II |
| 2010/11   | KHL Medveščak Zagreb II |
| 2011/12   | KHL Medveščak Zagreb II |
| 2012/13   | KHL Medveščak Zagreb II |
| 2013/14   | KHL Medveščak Zagreb II |
| 2014/15   | KHL Medveščak Zagreb II |
| 2015/16   | KHL Medveščak Zagreb II |
| 2016/17   | KHL Medveščak Zagreb II |
| 2017/18   | KHL Medveščak Zagreb II |
| 2018/19   | KHL Zagreb              |
| 2020/21   | KHL Mladost Zagreb      |
| 2021/22   | KHL Sisak               |
| 2022/23   | KHL Zagreb              |
| 2023/24   | KHL Sisak               |

## Meisterschaften nach Vereinen
| Verein               | Meistertitel                       | Anzahl |
| -------------------- | ---------------------------------- | ------ |
| KHL Medveščak Zagreb | 1995, 1997–2007, 2009–2018         | 22     |
| KHL Zagreb           | 1992, 1993, 1994, 1996, 2019, 2023 | 6      |
| KHL Mladost Zagreb   | 1947, 1949, 2008, 2021             | 4      |
| KHL Sisak            | 2022, 2024                         | 2      |